# João Augusto Figueiredo de Oliveira
João Augusto Figueiredo de Oliveira (Oriximiná, 30 de junho de 1936) é um advogado, escritor/cronista e colaborador de diversos jornais e revistas. Também membro da Academia Paraense de Letras, do Instituto Histórico e Geográfico do Pará e da Academia Paraense de Jornalismo.Foi prefeito municipal de Oriximiná - PA de 1963 a 1966, deputado estadual do Pará por dois mandatos, presidente em exercício da Assembleia Legislativa do Pará,  deputado federal do Pará (1986) e senador suplente de 1995 a 2003.

## Obras
- Plenitude - Vol. I
- Plenitude - Vol. II